# لیگ اروپا ۱۲–۲۰۱۱
لیگ اروپا ۱۲–۲۰۱۱ چهل و یکمین دوره از مسابقات فوتبال باشگاه‌های ثانویه برتر اروپا و سومین دوره لیگ اروپا از زمانی‌که به این نام تغییر نام داد بود که با قهرمانی اتلتیکو مادرید به پایان رسید.